# Kallnach
Kallnach (en français Chouchignies) est une commune suisse du canton de Berne, située dans l'arrondissement administratif du Seeland.

## Histoire
Elle a annexé, le 1er janvier 2013, l'ancienne commune de Niederried bei Kallnach. Le 1er janvier 2019 elle absorbe à son tour Golaten, de l'arrondissement administratif de Berne-Mittelland.

## Transports
Le village se trouve sur la ligne ferroviaire Aarberg-Kerzers.

## Images

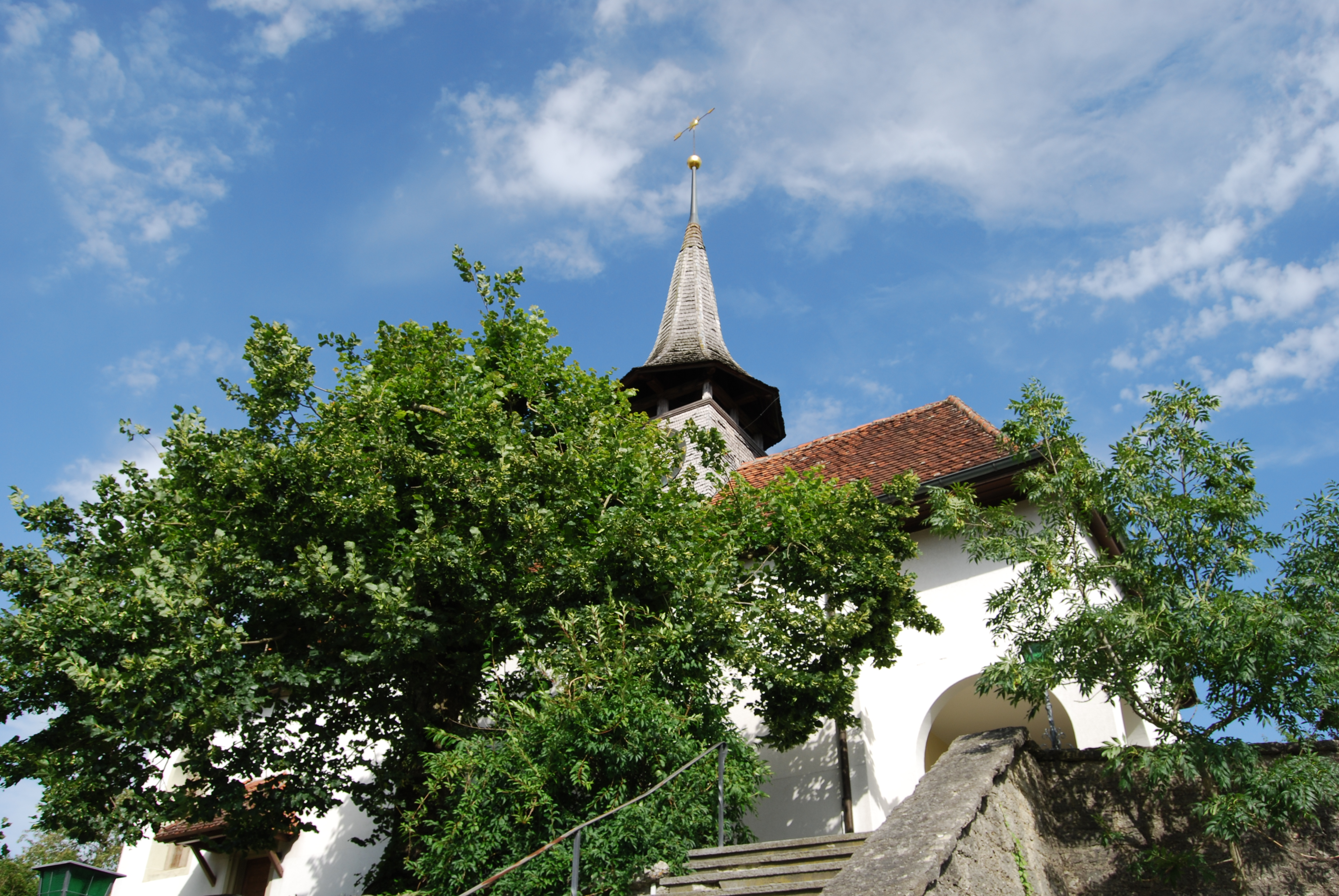
Église
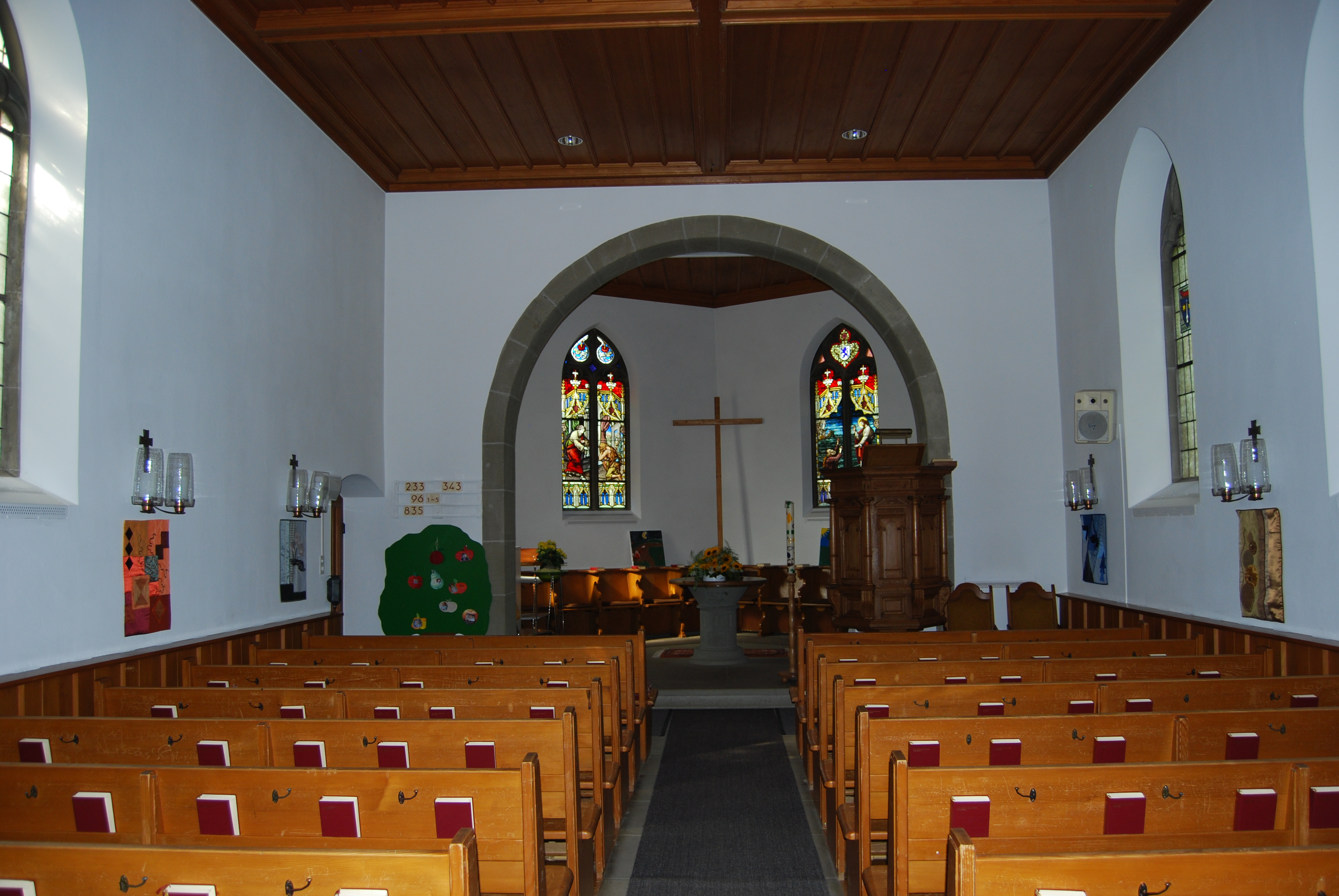
Intérieur de l'église
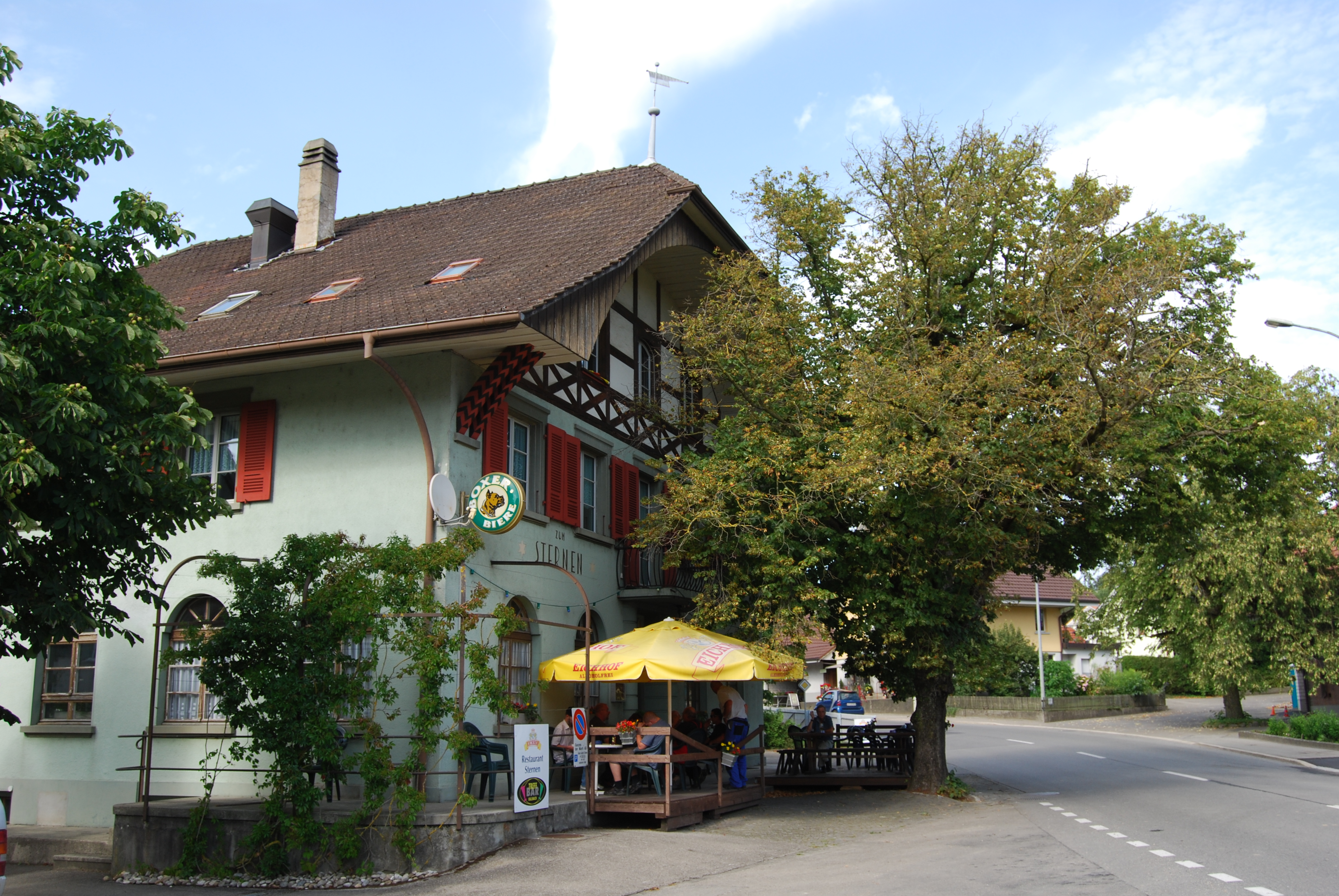
Restaurant du village
Vue aérienne (1954)